# Luis de Madrazo

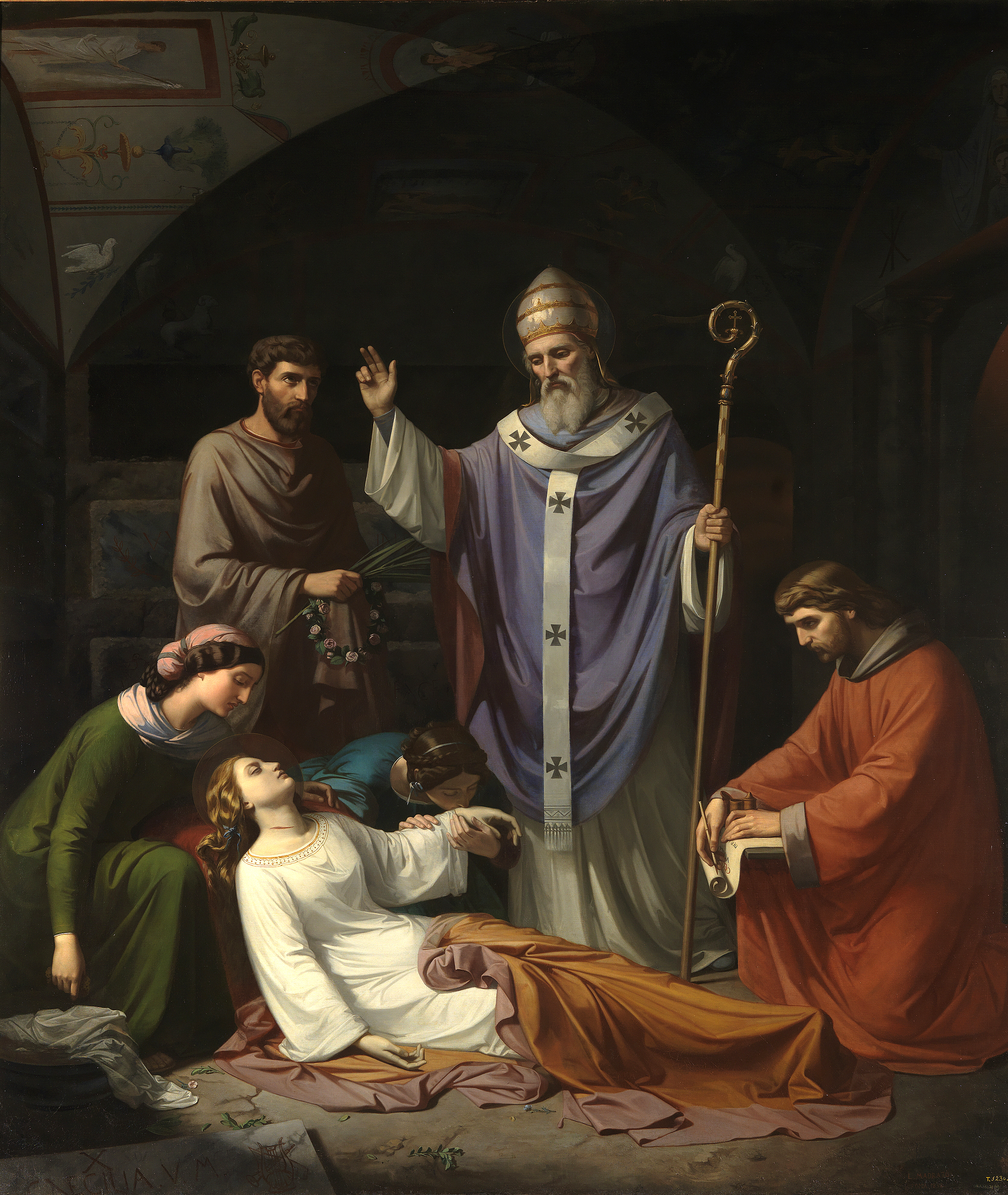
Pogrzeb św. Cecylii, 1852

Luis de Madrazo y Kuntz (ur. 27 lutego 1825 w Madrycie, zm. 9 lutego 1897 tamże) – hiszpański malarz i krytyk sztuki. Malował portrety, dzieła o tematyce religijnej i historycznej.
Pochodził z rodziny o tradycjach artystycznych, był synem neoklasycznego malarza José Madrazo i Izabeli Kuntz Valentini, córki polskiego malarza Tadeusza Kuntze. Jego braćmi byli Federico i Pedro Madrazo. Jego bratankowie Raimundo i Ricardo Madrazo również zostali malarzami, a bratanica Cecilia była matką malarza Mariano Fortuny.
Początkowo uczył się w warsztacie malarskim ojca i braci, później studiował w Królewskiej Akademii Sztuk Pięknych św. Ferdynanda w Madrycie. Od 1845 r. pracował jako ilustrator dla czasopisma El pintoresco. Kilka lat później wyjechał do Rzymu gdzie studiował w Akademii Świętego Łukasza, później w Akademii Francuskiej mieszczącej się w villa Medicis. W Rzymie poznał i naśladował przedstawiciela zgrupowania nazareńczyków Friedricha Overbecka. Po skończeniu studiów w  Rzymie podróżował po Europie, zatrzymał się w Paryżu, Berlinie, Wenecji i Monachium. W ostatniej dekadzie XIX w. zamieszkał w Pompejach razem z malarzami Bernardinem Montañesem i Franciskiem Sainzem. Powrócił do Madrytu, gdzie ojciec i bracia szybko wprowadzili go do stołecznych artystycznych kręgów. W stolicy zajął się nauczaniem oraz portretowaniem arystokracji.

## Publikacje
W większości należą do zbiorów Muzeum Prado:
- Retrato de la señora Creus, 1870
- Retrato de Francisco Sáinz y Pinto, 1848.
- El pintor Vicente Palmorali, 1866-18667
- Federico Kuntz Amar
- Retrato de doña Carmela García, 1863
- Retrato de señora, 1897
- Isabel II
- Primer milagro de Santa Teresa
- Isabel la Católica
- Don Pelayo en Covadonga, 1855
- Busto de niña
- Entierro de Santa Cecilia
- Retrato de niña con uniforme de Guardia de Corps, 1858.